# Munot
Munot is een burcht in Schaffhausen. De burcht werd gebouwd tussen 1564 en 1589 als onderdeel van de stadsverdediging.